# Krzysztof Janik
Krzysztof Jan Janik, né le 11 juin 1950 à Kielce, est un homme politique polonais membre de l'Alliance de la gauche démocratique (SLD).

## Biographie

### Une jeunesse d'universitaire communiste
Il rejoint en 1965 l'Union de la jeunesse rurale (ZMW) et adhère trois ans plus tard au Parti ouvrier unifié polonais (PZPR). Diplômé en droit de l'université Jagellonne de Cracovie en 1971, il est élu cette même année secrétaire du conseil de la ZMW à Cracovie.
Après avoir achevé en 1974 ses études complémentaires à l'université d'économie de Cracovie, il s'inscrit en doctorat à l'université de Silésie. Il est recruté par l'établissement en 1975. L'année suivante, il réussit son doctorat de sciences politiques et adhère à l'Union de la jeunesse socialiste polonaise (ZMSP).
Il est nommé directeur des renseignements du comité central du PZPR en 1986.

### Une figure de la social-démocratie
Il participe à la fondation de la Social-démocratie de la République de Pologne (SDRP) sur les cendres du parti communiste en 1990. Il est élu trois ans après député à la Diète et devient vice-président de la commission de la Justice. Il est nommé secrétaire d'État aux collectivités locales au sein de la chancellerie du président de la République Aleksander Kwaśniewski en 1996.
Après les élections de 1997, qui voient la droite remporter la majorité, il est à la fois choisi comme vice-président de la commission parlementaire des collectivités locales et de la Politique régionale, et secrétaire général de la SDRP sous la présidence de Leszek Miller. Il lui revient alors d'organiser la campagne des élections locales de 1998.
Quand l'Alliance de la gauche démocratique se transforme en parti sous l'impulsion de Miller en 1999, Krzysztof Janik est désigné secrétaire général de la nouvelle formation.
Après la victoire de la SLD aux élections législatives de 2001, il est choisi par Leszek Miller comme ministre de l'Intérieur et de l'Administration. Le 23 février 2002, il lâche ses fonctions au secrétariat général. Il démissionne cependant du gouvernement le 21 janvier 2004 pour se faire élire président du parti, alors en pleine crise, le 6 mars.

### Un retrait forcé de la vie politique
Toutefois, le 18 décembre suivant, son successeur au gouvernement et ancien président du Conseil des ministres Józef Oleksy, le bat pour la présidence lors du congrès de la SLD. Candidat aux législatives de 2005 et au scrutin anticipé de 2007, il échoue à chaque fois à se faire réélire à la Diète. Il se retire alors de la vie politique.